# Lalithanagar, Kadur
Lalithanagar là một làng thuộc tehsil Kadur, huyện Chikmagalur, bang Karnataka, Ấn Độ.